# Exposed (album, Vince Neil)
Exposed je debutové sólové studiové album zpěváka Vince Neila, vydané 27. dubna 1993 vydavatelstvím Warner Records. Album se nahrávalo a vydalo po odchodu Vince Neila ze skupiny Mötley Crüe. Album se umístilo v žebříčku Billboard 200 na 13. místě.
Před nahráváním alba Neil a Soussan napsali několik písní, z toho 5 je na albu.[ujasnit] Původní sestava měla zahrnovat kytaristu Adriana Vandenberga (ex-Whitesnake), baskytaristu Phila Soussana (ex-Ozzy Osbourne) a bubeníka Vikkiho Foxe, ale na doporučení vydavatelství došlo ke změně obsazení a byl najat kytarista Steve Stevens (Billy Idol). Soussan navíc před dokončením alba odešel po neshodách se Stevensem, protože trval na tom, že chce na albu hrát na baskytaru. Na albu jsou připsáni kytarista Dave Marshall (Slaughter) a baskytarista Robbie Crane (Black Star Riders), ačkoli zde vůbec nehrají.

## Seznam skladeb
| Pořadí | Název                                       | Autor                                   | Délka |
| ------ | ------------------------------------------- | --------------------------------------- | ----- |
| 1.     | Look in Her Eyes                            | Vince Neil, Steve Stevens, Phil Soussan | 5:51  |
| 2.     | Sister of Pain                              | Neil, Jack Blades, Tommy Shaw           | 5:02  |
| 3.     | Can't Have Your Cake                        | Neil, Stevens                           | 3:56  |
| 4.     | Fine, Fine Wine                             | Neil, Soussan                           | 4:12  |
| 5.     | The Edge                                    | Neil, Stevens, Soussan                  | 4:53  |
| 6.     | Can't Change Me                             | Blades, Shaw                            | 4:39  |
| 7.     | Set Me Free (Sweet cover)                   | Andrew Scott                            | 4:03  |
| 8.     | Living is a Luxury                          | Neil, Stevens                           | 5:39  |
| 9.     | You're Invited (But Your Friend Can't Come) | Neil, Blades, Stevens                   | 4:22  |
| 10.    | Gettin' Hard                                | Neil, Stevens, Soussan                  | 4:37  |
| 11.    | Forever                                     | Neil, Stevens, Soussan                  | 5:11  |

## Obsazení
- Vince Neil – zpěv
- Steve Stevens – sólová a rytmická kytara, baskytara
- Vikki Foxx – bicí
- Dave Marshall – rytmická kytara (připsán, ale nehrál na albu)
- Robbie Crane – baskytara (připsán, ale nehrál na album)